# Baustoffhandel
Der Baustoffhandel (früher auch Brenn- und Baustoffhandel) bezeichnet den Handelszweig, der sich mit dem Verkauf von Baustoffen, Bedachungsartikeln, Holz, Dämmstoffen, Baustählen, Sanitäreinrichtungen sowie oft auch von Brennstoffen wie Kohle, Holz und Heizöl sowie Werkzeugen- und Gerüstverleih befasst.
Baustoffhändler sind heute meist in Einkaufsverbänden organisiert, welche sowohl einen logistischen und damit auch einen Einkaufsvorteil gewährleisten.

## Begriffsklärung Baustofffachhandel – Baumarkt
Der Baustoffhandel unterscheidet sich von Baumärkten durch die umfangreiche Bevorratung der unterschiedlichsten Baustoffe aus allen Bereichen des Baugeschehens. Zudem steht meist eine eigene entsprechende Logistik in Form von Kipp- und Kranfahrzeugen zur Verfügung, die eine produkt- und baustellenorientierte Belieferung zulassen. Die überwiegende Zahl der Artikel des Baustoff-Fachhandels wird von Baumärkten daher auch nicht geführt, weil deren Zielgruppe mit den Do-it-yourself vollkommen angemessen bedient wird.
Weiterhin erfolgt durch den Fachhandel eine umfangreiche Fachberatung und Betreuung der Bauunternehmen und anderen Fachfirmen. Hierzu werden die Mitarbeiter des Baustofffachhandels von den Herstellern zu deren Produkten umfangreich geschult.

## Deutschland
Der deutsche Baustofffachhandel ist zwar überwiegend mittelständisch strukturiert, aber einige Konzerne wie Stark Deutschland (die unter dem Namen Raab Karcher im Markt auftreten) und die BayWa spielen eine wesentliche Rolle im Markt. Andere Baustoffhändler organisieren sich zusätzlich in sogenannten Einkaufsverbänden wie der Hagebau, Eurobaustoff, Baustoffring. Ein neuer Zweig des Baustoffhandels ist der Verkauf von Baustoffen über das Internet. 
Der Dachverband des deutschen Baustoffhandels ist der Bundesverband Deutscher Baustoff-Fachhandel e. V. (BDB), der sich für die Interessen des Baustoff-Fachhandels einsetzt, und etwa durch Seminarangebote den Nachwuchs und die Weiterbildung der Mitarbeiter (wie etwa in der Weiterbildung zum Energie-Fachberater im Baustoff-Fachhandel) fördert. Der BDB hat rund 900 Mitglieder mit 2300 Betriebsstätten, in diesen Betriebsstätten rund 37.000 Beschäftigte arbeiten (Stand 2022). Der Umsatz im Jahr 2022 belief sich auf etwa 15 Milliarden €.

## Österreich
Die Baustoffhändler Österreichs sind im Verband der Baustoffhändler Österreichs organisiert, der Mitglied im Baucluster Österreich ist. Vertreten wird er durch das Bundesgremium H 21 - Holz- u.Baustoffhandel der Wirtschaftskammer Österreich. Im Unterschied zu Deutschland, betreiben hier allerdings die Baustoffhändler an ihren Standorten überwiegend auch gleichzeitig Baumärkte. Die bekanntesten sind hier die Öbau, eine eigenständige Tochterunternehmung der Hagebau, BauWelt und Lagerhaus.